# 1060
1060 (MLX) var ett skottår som började en lördag i den julianska kalendern.

## Händelser

### Maj
- Maj – Normandernas Robert Guiscard intar Taranto.

### Oktober
- Oktober – Den bystantinska armén återtar Taranto från normanderna.

### Okänt datum
- Stenkil efterträder Emund den gamle som kung av Sverige vid dennes död. Därmed utslocknar den gamla kungaätten och den Stenkilska ätten blir regerande svensk kungaätt fram till 1120-talet.
- Dalby kyrka nordens äldsta bevarade romanska stenkyrka uppförs i Dalby utanför Lund.
- Ett svenskt krigståg företas mot "kvänerna", varvid en av Emund den gamles söner dör.
- Adalvard den yngre blir biskop i Sigtuna.
- Bela I uppstiger på Ungerns tron.
- Filip I uppstiger på Frankrikes tron.

## Födda
- 9 februari – Honorius II, född Lamberto Scannabecchi, påve 1124–1130 (född omkring detta datum).
- Vilhelm II Rufus, kung av England 1087–1100 (född omkring detta år eller 1056).

## Avlidna
- 4 augusti – Henrik I, kung av Frankrike sedan 1031
- Emund den gamle, kung av Sverige sedan 1050
- Astrid Nialsdotter, drottning av Sverige sedan 1050 (gift med Emund den gamle)
- Gunhild, drottning av Sverige 1022–1050 (gift med Anund Jakob) och av Danmark 1050–1052 (gift med Sven Estridsson)
- Gruoch, drottning av Skottland 1040–1058 (gift med Macbeth)